# Das Käthchen von Heilbronn
Das Käthchen von Heilbronn är en pjäs i fem akter av den tyske författaren Heinrich von Kleist. Den utspelar sig i Schwaben på medeltiden och har undertiteln Ein großes historisches Ritterschauspiel ("Ett stort historiskt riddarskådespel"). Pjäsen skrevs 1807-1808. Kleist var besviken på publiken i norra Tyskland och hade ont om pengar, så han bestämde sig för att skriva en kommersiellt gångbar pjäs med Wien som tilltänkt publik.

## Uppsättningar
Pjäsen hade premiär 17 mars 1810 på Theater an der Wien. Det var den sista av Kleists pjäser som hade premiär under hans livstid. De tidigaste uppsättningarna var spektakelorienterade och fick mestadels oentusiastiska recensioner. Strax omarbetades pjäsen till en melodram och fick bättre mottagande. År 1818 sattes den upp i Köpenhamn och blev därmed den första av Kleists pjäser som spelades utanför den tyskspråkiga världen. Framåt andra halvan av 1800-talet började allt fler uppsättningar ta vara på originaltextens poetiska kvaliteter, och pjäsens fick högre status.